# Ran Danker

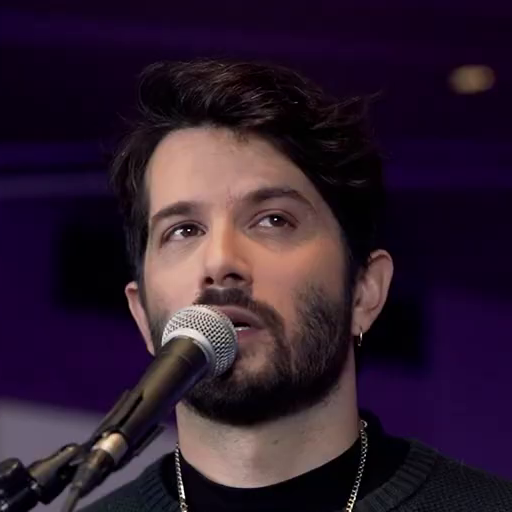

Ran Danker (hebräisch רן דנקר, eigentlich Khalil Danker; * 7. Januar 1984 in Virginia, USA) ist ein amerikanisch-israelischer Schauspieler, Sänger und Model. Er wurde mehrfach ausgezeichnet, darunter auch mit dem Gold Screen Award als bester Schauspieler für seine Rolle in der Telenovela HaShir Shelanu (he:השיר שלנו, Unser Lied).

## Leben
Danker wurde in Virginia, USA als Sohn des israelischen Schauspielers Eli Danker geboren. Als er 2 Jahre alt war, zog er mit seiner Mutter nach Israel, wo er in der Umgebung von Tel Aviv aufwuchs. In seiner Schulzeit zog er mit seiner Mutter nach Netanja. Zwischen Universitäts- und Militärzeit spielte Danker verschiedene Rollen in TV-Werbungen, so für Channel 10, für die Bank Leumi sowie für die Cellcom von Israel. Als Schuljunge arbeitete er auch als Lieferant für Domino’s Pizza in Netanja.

## Karriere
Er spielte in dem Musical The Sound of Music in Tel Aviv und später in Haifa. In den Jahren 2004 und 2005 nahm Danker an dem Festigal – einem jährlichen Chanukkah Song Festival – teil. Er arbeitete auch als Model für Diadora. In The Sound of Music spielte Danker den deutschen Postboten Rolf, der sich in Liesl verliebte. Danker sang verschiedene Songs, darunter den Song Ani Esh (he:אני אש, „I am fire“). Von 2004 bis 2007 spielte er die Hauptrolle in der Telenovela HaShir Shelanu (he:השיר שלנו, Unser Lied) zusammen mit Ninet Tayeb. 2008 spielte er in dem Film Restless. 2009 spielte er in dem israelischen Drama Du sollst nicht lieben (he:עיניים פקוחות, „Eyes Wide Open“) den schwulen 19-jährigen Jeschiwa-Studenten Ezri, der Gefühle für Aaron (Zohar Strauss) – einen verheirateten orthodoxen Juden – entwickelte.

## Auszeichnungen
Dezember 2005 gewann Danker den Gold Screen Award als bester Schauspieler für seine Rolle in der Telenovela HaShir Shelanu (he:השיר שלנו, Unser Lied). Januar 2006 erhielt er den Kids Channel Award als bester Schauspieler. Die Leser des Pnai Plus TV digest zeichneten ihn als Schauspieler des Jahres 2006 und 2007 als den begehrtesten Junggesellen des Jahres aus.

## Diskografie

### Alben
- 2007: שווים (mit Elai Botner)
- 2018: משהו אחר

### Singles (Auswahl)
- 2007: בואי נעזוב (mit Elai Botner)
- 2007: אני אש (mit Elai Botner)
- 2007: מה שלא הספקתי לומר (mit Elai Botner & Sivan Talmor)
- 2007: שווים (mit Elai Botner)
- 2018: משהו אחר (הולך לקרות הלילה)
- 2020: מלאכית (מתוך "המחברת של אליה") (mit Elia Rosilio)
- 2021: בית משוגעים
- 2021: רובינזון קרוזו (mit Static & Ben El)
- 2021: אף אחת (mit Miri Mesika)
- 2021: השמלה החדשה שלי
- 2022: מלכת הרחבה
- 2023: כל מה שרציתי להיות

## Filmografie
- 2004/2005: Festigal
- 2004–2007: HaShir Shelanu
- 2008: Restless
- 2008–2009: Danny Hollywood
- 2009: Du sollst nicht lieben